# BulletBoys
BulletBoys, (vaak gespeld als Bulletboys of Bullet Boys), is een Amerikaanse hardrockband die in 1986 werd geformeerd in Los Angeles en beroemd werd met het eerste album, dat echter snel vervaagde.

## Bezetting
Oprichters
- Mark Joseph Maytorena alias Marq Torien (zang)
- Mick Sweda (gitaar)
- Lonnie Vencent Miller alias Lonnie Vencent (basgitaar)
- Marc Danzeisen (drums)

Huidige bezetting
- Marq Torien (zang, gitaar)
- Nick Rozz (gitaar)
- Chad MacDonald (basgitaar)
- Shawn Duncan (drums)

Voormalige leden
- Steven Adler (drums)
- Stephen Allan (basgitaar)
- Darren Jay 'DJ' Ashba (gitaar)
- Anthony “Tiny” Biuso (drums)
- Melvin Brannon Jr. (basgitaar)
- Jimmy D'Anda (drums)
- Don Bish Dish (drums)
- Tchad Drats (basgitaar)
- Troy Patrick Farrell (drums)
- Brent Fitz (drums)

- Vikki Foxx (drums)
- Davee G (drums)
- John Paul 'Johnny G.' Giosa (drums, † 2011)
- Ryche Green (drums)
- Scott Griffin (basgitaar)
- Chris Holmes (gitaar)
- Jason Hook (gitaar)
- Denny Johnson (gitaar)
- Robby Karras (drums, † 2012)
- Keri Kelli (gitaar)

- Rob Lane (basgitaar)
- Scott McKinley (gitaar)
- Tony Marcus (gitaar)
- Rick Marty (gitaar)
- Stephen Jude Mills (drums)
- Charlie Wayne Morrill (gitaar)
- Jimmy Nelson (basgitaar)
- Pete Newman (drums)
- Tommy Pittam (gitaar)
- Joaquin Revuelta (drums)

- Lenny Round (basgitaar)
- Danny Seven (drums)
- Tory Stoffregen (gitaar)
- Scott Taylor (basgitaar)
- Michael Thomas (gitaar)
- Phil Varone (drums)
- Danny Watts (gitaar)
- David Weeks (basgitaar)

## Geschiedenis
Marq Torien, geboren als Mark Joseph Maytorena, zoon van een trombonist uit het orkest van de jazzspeler Stan Kenton, speelde gitaar bij Ratt. Hij was een korte tijd gitarist bij Ozzy Osbourne na de dood van Randy Rhoads, maar werd te licht bevonden en vervangen door Bernie Tormé. Daarna kreeg hij een contract bij Motown Records. Gedurende deze periode werkte hij met Stevie Wonder, The Temptations, Smokey Robinson en Rick James.
Marq Torien, ondertussen zanger, gitarist Mick Sweda en bassist Lonnie Vencent kwamen allemaal van King Kobra. Met de sessie- en live drummer Marc Danzeisen werd de band gecompleteerd. Sweda zei in een interview dat Jimmy D'Anda, die wordt beschouwd als de traditionele drummer, zich in januari had aangesloten. Er zijn echter tijdige en retrospectieve berichten. De eerste maanden werden doorgebracht met Danzeisen in de oefenruimte en in kleine lokale rockclubs. In de vroege zomer werd de overstap gemaakt van Danzeisen naar D'Anda. Danzeisen trad in april van het volgende jaar toe tot de Riverdogs, waar hij een permanent lid werd. De bandnaam is gekozen uit een lijst met ideeën. Hij moest agressief zijn, net zoals men de muziekbusiness wilde aanpakken waarmee men slechte ervaringen had gehad. Met deze bezetting is een demo opgenomen. Hun manager deelde het uit aan een half dozijn platenmaatschappijen. Roberta Peterson, de zus van Ted Templeman, heeft het in handen gekregen bij Warner Brother Records. Ze haalde haar broer over om de Bulletboys persoonlijk in de oefenruimte te bezoeken en de kwaliteit van de band met eigen ogen te zien. Aan zijn beoordeling had de band het contractaanbod van het majorlabel Warner te danken. Templeman, die naam had gemaakt met zijn werk voor Montrose, The Doobie Brothers en Van Halen, kwam in de verleiding om de BulletBoys aan te nemen.
Het simpelweg BulletBoys genoemde debuutalbum verscheen op 16 september 1988. Dankzij enkele van de nummers die werden uitgezonden op de televisiemuziekzender MTV, verkocht het album onmiddellijk bijna een miljoen exemplaren in de Verenigde Staten. Dit cijfer werd later overschreden. Een eerste grote tournee met Cinderella en Winger werd toen mogelijk gemaakt voor de nieuwkomers. Headlinershows volgden op andere rollen als openingsact voor Bon Jovi, Ozzy Osbourne en Living Color. Het daaropvolgende album Freakshow werd opgenomen van januari tot oktober 1990. Het duurde langer dan gepland, omdat Sweda een gecompliceerde vingerbreuk opliep. De producent was weer Templeman en de publicatie was op 12 maart 1991 opnieuw bij Warner Bros. Records. Er zijn wereldwijd meer dan een miljoen exemplaren verkocht. MTV speelde ook de meer uitvoerig geproduceerde muziekclips van dit album in continu gebruik, vooral Hang on St. Christopher. Dit nummer is een coverversie van Tom Waits. Een andere coverversie is Talk to Your Daughter (J.B. Lenoir). Na de coverversie For the Love of Money, oorspronkelijk uitgebracht door The O'Jays, waren de nieuwe singles geen oorspronkelijke composities. Nogmaals kon er een tournee worden gemaakt met een gevestigde hardrockgrootheid, dit keer met Great White. Later in het jaar gingen ze op tournee met The Scream. Dit maakte echter een einde aan de succesreeks en de BulletBoys raakten snel in de vergetelheid.
Het derde album Za-Za (1993) werd opnieuw geproduceerd door Templeman. De titel komt uit de film The Godfather Part III. Daarin wordt Joey Zaza terechtgesteld met de woorden: Voor elke Za een kogel. Er waren andere trends in het muziekcircuit, dus Za-Za kwam niet in de hitlijst. Kort daarna verloor de band hun platencontract. Sweda en D'Anda verlieten uiteindelijk de BulletBoys. Vanaf dit punt was er geen permanente bezetting. Zo volgde op het korte lidmaatschap van gitarist Tony Marcus Tommy Pittam, die toch een jaar bleef. Tegelijkertijd was Robby Karras de drummer van de band, die ook lange tijd tot de band behoorde. Acid Monkey verscheen in 1995 met Torien (zang), Pittam (gitaar), Vencent (bas) en Karras (drums). Daarna viel de band helemaal uit elkaar. In 1998 verschenen Torien en Vencent met Steven Adler (drums) en DJ Ashba (gitaar) op het toneel. De teruggang van de band en de resulterende slechte humeur werd bijvoorbeeld uitgedrukt in 2000, toen Torien, na een mening te hebben gehoord, met de microfoonstandaard Vencent te lijf ging.
Sophie verscheen eind herfst 2003 bij haar eigen label BulletBoys Records. Het album is opgenomen en gemixt in de Jet City Studios in Hawthorne (Californië) met producent Andy Johns (Led Zeppelin, Cinderella, Van Halen). Inbegrepen zijn negen nieuwe nummers en een coverversie van The Kinks-klassieker All day and all of the night. Als eerste single werd gekozen voor het openingsnummer Neighbourhood, waarop gastzanger Sebastian Bach van Skid Row te horen is. Deze aangekondigde single werd uiteraard niet gerealiseerd. De volgende tournee met L.A. Guns en Black 'n Blue werd geannuleerd, omdat een geschil over de betrekkingen met de buschauffeur tot een blessure bij de tourmanager had geleid. Bovendien hadden de collega's van L.A. Guns gevraagd dat Keri Kelli, die al vele bands in de glamrockscene heeft doorlopen, niet meer op het podium zou staan voor beide bands, maar alleen voor hen.
In de maanden die volgden, trad Marq Torien min of meer continu op als deelnemer aan all-star events of met wisselende bezettingen van BulletBoys. Een hereniging van de bezetting Torien/Sweda/Vencent/D'Anda mislukte in 2006. En dus was er geen nieuw studioalbum. Er was slechts het live-album Behind the Orange Curtain, uitgebracht in april 2007. In juli behoorde een BulletBoys-formatie tot de legendarische hardrockbands uit de jaren 1980 op het Rocklahoma Festival. In 2009 kwam het uitgestelde album 10c Billionaire uit, waarop Mary Torien (zang, gitaar), Nick Rozz (gitaar), Rob Lane (bas) en Ryche Green (drums) de bezetting vormden. Lonnie Vencent keerde in het najaar van 2009 terug. Ook Tony Marcus, de directe opvolger van Mick Sweda, voegde zich weer bij de band. De BulletBoys waren op 30 april 2010 uitgenodigd in Stockholm voor een soortgelijk (niet zo spraakmakend) festival als Rocklahoma.
Halverwege het jaar brachten de vaste leden fans en journalisten in verwarring omdat er plotseling twee concurrerende BulletBoys-bezetting waren, wiens "nieuwere" zanger Andrew Freeman werd. Lonnie Vencent maakte de verwarring perfect toen hij in januari 2011 overstapte van de "oudere" onder leiding van Torien. In februari 2011 was Vencent weer eruit. Op dat moment was de bezetting Marq Torien (nog steeds zang en gitaar), Nick Rozz (tweede gitaar), Chad MacDonald (bas) en Johnny G. (drums). Het is niet vast te stellen of de bassist die in juli 2011 Tchad Drats heette identiek is aan Chad MacDonald (de haarlengte is dat niet). Don Bish Dish zat ook achter de drums. De vorige drummer, wiens volledige naam John Paul 'Johnny G.' Giosa was, kwam in 2011 om bij een auto-ongeluk. In 2011 bracht de band hulde aan verschillende grootheden in de vorm van een puur coveralbum. Gecoverd werden Mötley Crüe, Bon Jovi, Accept en Led Zeppelin, maar ook Amy Winehouse en Eddie Money en andere artiesten die niet noodzakelijk met rock geassocieerd werden. Op 30 december 2011 was er een eenmalig reünie-optreden in een club op de Sunset Strip. Op 9 juni 2015 werd Elefante'  (het accent ligt niet op, maar achter de e) gepubliceerd. Het album is opgenomen door Marq Torien (zang, gitaar), Nick Rozz (gitaar), Aaron Samson (bas) en Shawn Duncan (drums).

## Stijl
Bij Allmusic wordt gezegd dat de stijl van de BulletBoys sterk werd beïnvloed door AC/DC en Van Halen, voordat het een bluesachtige richting insloeg. Het uiterlijk van Torien wordt vaak vergeleken met dat van David Lee Roth. In zijn debuutalbumrecensie beperkte Oliver Klemm (Metal Hammer) zich tot de gelijkenis met AC/DC, wat soms opvallend was. Andreas Kraatz (music express) herkende een imitatie van Van Halen en David Lee Roth op hetzelfde album, maar het was zonder veelbelovende benaderingen. Een voorbeeld van de gelijkenis van Van Halen op het debuut is het nummer Crank Me Up. Passages uit de opvolger Freakshow zouden volgens Markus Baro (Break Out) moeten klinken als Van Halens Fair Warning. Zelfs met de opvolger Za-Za breekt de "Van Halen Groove" door. Een voorbeeld is Fess, dat veel op de solist David Lee Roth lijkt. De BulletBoys worden onterecht Van Halen-klonen genoemd, zegt Taylor T. Carlson in zijn boek HAIRcyclopedia Vol. 1 - The Legends. Werner Theurich daarentegen beschouwt de BulletBoys "terecht verguisd als Van Halen-klonen". Je vergeleek jezelf met de vroege Montrose en Van Halen, maar meer qua houding dan met muziek. De debuutalbums van beide bands waren echter het geluidsmodel voor de productie, daarom werd Ted Templeman geselecteerd. De blues was toegevoegd omdat het de kans op het spelen op de radio vergroot.

## Discografie

### Singles en ep's
- 1988: Smooth Up In Ya (Warner Bros. Records)
- 1988: For the Love of Money (Warner Bros. Records)
- 1990: THC Groove (Radio Version) (Warner Bros. Records)
- 1990: Hang on St. Christopher (Warner Bros. Records)
- 1991: Talk to Your Daughter (Warner Bros. Records)
- 1993: 12-Minute Warning (Promo-EP, Warner Bros. Records)
- 1993: Mine (Promo-Single, Warner Bros. Records)
- 2009: Road to Nowhere (Chavis Records)
- 2015: Sympathy (Deadline Music)

### Albums
- 1988: BulletBoys (Warner Bros. Records)
- 1991: Freakshow (Warner Bros. Records)
- 1993: Za-Za (Warner Bros. Records)
- 1995: Acid Monkey (Swordholio Records)
- 2003: Sophie (BulletBoys Records)
- 2005: Freakshow/Za-Za. 2 LP's on 1 CD (Wonderful Bird Records)
- 2007: Behind the Orange Curtain (Live, Crash Music)
- 2009: 10c Billionaire (Chavis Records)
- 2011: Rocked & Ripped (Coverversionen, Deadline Music)
- 2015: Elefante'  (Deadline Music)

### Compilaties
- 2000: Greatest Hits – Burning Cats and Amputees: People with Issues (Deadline Music)
- 2006: Smooth Up in Ya (Cleopatra Records)